# Niedźwiedź (gromada w powiecie miechowskim)
Niedźwiedź – dawna gromada, czyli najmniejsza jednostka podziału terytorialnego Polskiej Rzeczypospolitej Ludowej w latach 1954–1972.
Gromady, z gromadzkimi radami narodowymi (GRN) jako organami władzy najniższego stopnia na wsi, funkcjonowały od reformy reorganizującej administrację wiejską przeprowadzonej jesienią 1954 do momentu ich zniesienia z dniem 1 stycznia 1973, tym samym wypierając organizację gminną w latach 1954–1972.
Gromadę Niedźwiedź z siedzibą GRN w Niedźwiedziu utworzono – jako jedną z 8759 gromad na obszarze Polski – w powiecie miechowskim w woj. krakowskim, na mocy uchwały nr 24/IV/54 WRN w Krakowie z dnia 6 października 1954. W skład jednostki weszły obszary dotychczasowych gromad Niedźwiedź, Ratajów, Brończyce, Trątnowice i Wesoła (bez przysiółków Folwark-Zaborze i Niedźwiedź-Wesoła) ze zniesionej gminy Niedźwiedź oraz obszar enklawy dotychczasowej gromady Prandocin Wysiółek o powierzchni 14 ha (leżący na terenie dotychczasowej gromady Brończyce w gminie Niedźwiedź) ze zniesionej gminy Kacice w tymże powiecie. Dla gromady ustalono 19 członków gromadzkiej rady narodowej.
31 grudnia 1959 do gromady Niedźwiedź przyłączono wsie Czechy, Kępa i Waganowice ze zniesionej gromady Waganowice.
31 grudnia 1961 do gromady Niedźwiedź przyłączono wieś Szczepanowice ze zniesionej gromady Skrzeszowice oraz wieś Miłocice ze zniesionej gromady Kacice.
1 stycznia 1969 do gromady Niedźwiedź przyłączono wieś Zaborze ze zniesionej gromady Widoma oraz wieś Polanowice ze znoszonej gromady Goszcza.
Gromada przetrwała do końca 1972 roku, czyli do kolejnej reformy gminnej.